# Parafia Najświętszego Serca Pana Jezusa w Nowym Sączu
Parafia pw. Najświętszego Serca Pana Jezusa w Nowym Sączu (Parafia Kolejowa) – parafia rzymskokatolicka znajdująca się w diecezji tarnowskiej w dekanacie Nowy Sącz Wschód. Erygowana w 1937. Mieści się przy ulicy Zygmuntowskiej. Obsługują ją księża jezuici.